# This Is Not a Dick
This Is Not a Dick è un mini-album del gruppo Supreme Dicks, pubblicato in formato CD e in vinile in Italia nel 1996 dalla Runt; raccoglie registrazioni risalenti al periodo dall 1987 al 1994. Venne ripubblicato nel 2011 come doppio CD dalla Jagjaguwar insieme a The Emotional Plague con l'aggiunta di altri brani.

## Tracce
1. Listen Now! Invasion from Mars - 2:39
2. Untitled - 7:20
3. Summertime (Childhood's Impossible Now) - 4:26
4. The Hunchback - 3:46
5. Mark's Phonecall from Orgoneland - 4:10
6. Listen Now! Leaning on the Everlasting Arm - 2:07
7. Harmonic Convergence - 2:55
8. Last Jam - 2:15